# Дозия
Дозия (лат. Dozya) — монотипный род мхов семейства Левкодонтовые (Leucodontaceae). Включает единственный вид Дозия японская (лат. Dozya japonica).
Род назван в честь голландского ботаника Франца (Франциска) Дози (1807—1856).

## Описание
Двудомный мох. По общему виду буровато-зелёный, блестящий. Стебли до 8 см длиной. Листья яйцевидные или продолговато-яйцевидные; жилка простая, заканчивается в верхушке листа.

## Распространение
Встречается в Китае, на Корейском полуострове, на Японских и Филиппинских островах, и в России (на острове Шикотан и на юге Приморского края).

## Охрана
Охраняется на островах в Дальневосточном морском заповеднике. Внесён в Красную книгу РСФСР со статусом 3 (R) — редкий вид, в 2005 году исключён из Красной книги Российской Федерации.